# Japan Media Arts Festival
Il Japan Media Arts Festival è un festival annuale che si tiene dal 1997 a cura dell'Agenzia per gli affari culturali del Giappone. Il festival inizia con un concorso pubblico e culmina con l'assegnazione di numerosi premi e una mostra.
Sulla base del giudizio di una giuria di esperti, i premi vengono assegnati in quattro categorie: Arte (precedentemente chiamata Arte digitale non interattiva), Intrattenimento (precedentemente chiamata Arte digitale interattiva; inclusi videogiochi e siti web), Animazione e Manga. All'interno di ciascuna categoria vengono assegnati un Grand Prize (gran premio), quattro Excellence Prize (premi all'eccellenza) e, dal 2002, un Encouragement Prize (premio d'incoraggiamento).

## Digital Art (Interactive Art) awards
| Anno | Grand Prize                                         | Excellence Prize                                                                                            | Encouragement Prize |
| ---- | --------------------------------------------------- | --- | ------------------- |
| 1997 | Kage                                                | - Final Fantasy VII - Kurushi - Sora ni tokeru rubī ni naritai - image dive SITE                            | n/a                 |
| 1998 | The Legend of Zelda: Ocarina of Time                | - Metal Gear Solid - Net Rezonator - Cluster Works - One-line.com Project                                   | n/a                 |
| 1999 | Aibo                                                | - Maywa Denki Live Performance - motion dive2 - Seaman - Earth from Above on the web                        | n/a                 |
| 2000 | Dragon Quest VII: Frammenti di un mondo dimenticato | - Shenmue - Geinin kaidō hizakurige. - Vectorial Elevation, Relational Architecture #4 - Forest of Thoughts | n/a                 |
| 2001 | Tsukidasu, nagareru                                 | - Pikmin - Contact Water - J-PHONE Sky Pavilion - Fuyū suru shisen                                          | n/a                 |
| 2002 | Social Mobiles                                      | - His Master's Voice - CamCamtime - type R - Course                                                         | Yōkai yamiwarashi   |

## Digital Art (Non-Interactive Art) awards
| Anno | Grand Prize                                   | Excellence Prize | Encouragement Prize |
| ---- | --------------------------------------------- | --- | ------------------- |
| 1997 | Soul Blade Opening Movie                      | - Scene#97 -Generated After- - Watashi wa watashi ga daisuki - SMAP×SMAP Special Effects in the Tribute Songs - hana            | n/a                 |
| 1998 | Hustle!! Tokitama-kun                         | - Silent Hill - REMtv - Gara hina-go - Akai yoru no nageki no naka de                                                           | n/a                 |
| 1999 | Yukaina kikai                                 | - Pokémon 2 - La forza di uno - Tall Small Stories - Tekkonkinkreet - Soli contro tutti - Hiyama Tatsumi 3EXHIBITION TOKYO:1999 | n/a                 |
| 2000 | 1                                             | - Avalon - Csoda Pok (wonder spider) - Natsukashi no 21 seiki - garden of the metal                                             | n/a                 |
| 2001 | An jū                                         | - FADE into WHITE #3 - Insanity - Beauty Kit - After Image                                                                      | n/a                 |
| 2002 | TextArc print:Alice's Adventure in Wonderland | - I AGAINST I - Justice Runners - Rittaipo “E”“A”“R”“N” - Hige kaeru to kousagi ninja                                           | Fisherman           |

## Art awards
| Anno | Grand Prize                                     | Excellence Prizes | Encouragement Prize/New Face Award | Social Impact Award              |
| ---- | ----------------------------------------------- | --- | --- | -------------------------------- |
| 2003 | Digital Gadgets #6,8,9                          | - Panorama Ball to Zerograph eizō media no betsu no shinka-ron - E-BABY - three - Venus Villosa | Ao no kiseki | n/a                              |
| 2004 | 3 minutes²                                      | - GLOBAL BEARING - OÏO - Sky Ear - z reactor | life-size | n/a                              |
| 2005 | Khronos Projector                               | - The Six String Sonics - Gate vision - Spyglass - Anima | Conspiratio | n/a                              |
| 2006 | Imaginary・Numbers 2006                         | - ×man vibration - front - OLE Coordinate System - MediaFlies | Sagrada Familia keikaku | n/a                              |
| 2007 | nijuman no borei                                | - Se mi sei vicino (If you are close to me) - Camera Lucida: Sonochemical Observatory - Byu byu View - ISSEY MIYAKE A-POC INSIDE | Super Smile | n/a                              |
| 2008 | Oups!                                           | - touched echo - Moment - performative spazieren - Touch the Invisibles - OUTSIDE | insider \|\| outsider | n/a                              |
| 2009 | growth modeling device                          | - Mr. Lee Experiment - SEKILALA - Nemo Observatorium - Braun Tube Jazz Band | F - void sample | n/a                              |
| 2010 | Cycloïd-E                                       | - 10-banme no kanshō (ten sen men) - NIGHT LESS - The EyeWriter - The Men In Grey | Succubus | n/a                              |
| 2011 | Que voz feio (minikui koe), Yoshihiro Yamamoto  | - particles, Daito Manabe, Motoi Ishibashi - Tsunagaru tenki, Yoshiyuki Katayama - The Saddest Day of My Youth, Brian Alfred - BLA BLA, Vincent Morisset                                                                                   | - Monkey Business, Ralph Kistler, Jan Sieber - Himatsubushi, Hideharu Ueki - Senseless Drawing Bot, So Kanno, Takahiro Yamaguchi                                   | n/a                              |
| 2012 | Pendulum Choir, Cod.Act                         | - Yokubō no kōdo, Seiko Mikami - Bye Buy, Neil Bryant - Between Yesterday & Tomorrow, SOL CHORD - On Pause, Mikhail Zheleznikov | - Outback and Beyond, Grayson Cooke, Mike Cooper - Strata #4, Quayola - Species series, Wonbin Yang                                                                | n/a                              |
| 2013 | crt mgn, Carsten Nicolai                        | - O koeru tame no yohaku, Soichiro Mihara - Situation Rooms, Rimini Protokoll - Dronestagram, James Bridle - The Big Atlas of LA Pools, Benedikt Gross                                                                                     | - Learn to be a Machine \| DistantObject #1, Lau Hochi - The SKOR Codex, La Societe Anonyme - Maquila Region 4, Amor Munoz                                         | n/a                              |
| 2014 | (non assegnato)                                 | - Sensing Streams - fukashi, fukachō, Ryūichi Sakamoto, Daito Manabe - Drone Survival Guide, Peter Ruben - Nyloïd, Cod.Act - «patrinia yellow» per Clarinet and Computer, Satoshi Fukushima - Kore wa eigade wa nairashī, Kazuhiro Goshima | - The Tale of Tehrangeles, Anahita Razmi - Symbiotic Machine, Ivan Henriques - Temps mort / Idle times - dinner scene, Alex Verhaest                               | n/a                              |
| 2015 | 50 . Shades of Grey, Bryan Chung Wai Ching      | - The sound of empty space, Adam Basanta - Ultraorbism, Marcel·lí Antúnez Roca - Wutbürger, KASUGA (Andreas Lutz, Christoph Grünberger) - (Fu)kanōna kodomo, 01: Asako to Moriga no baai, Ai Hasegawa                                      | - Sandō, Takaaki Yamamoto - Communication with the Future - The Petroglyphomat, Lorenz Potthast - Gill & Gill, Louis-Jack Horton-Stephens                          | n/a                              |
| 2017 | Interface I, Ralf Baecker                       | - Baiyō toshi, Yukihiro Yoshihara - Alter, Alter Production Team (Hiroshi Ishiguro, Takashi Ikegami) - Jller, Benjamin Maus, Prokop Bartoníček - The Living Language Project, Ori Elisar                                                   | - Anata wa, yokujitsu watashi ni ai ni soko ni modotte kuru deshō., Michiko Tsuda - DCT: SYPHONING. The 1000000th interval., Rosa Menkman - The Wall, Nina Kurtela | n/a                              |
| 2018 | Interstices / Opus I - Opus II, Haythem Zakaria | - Avatars, So Kanno, yang02 - Shinka suru koibito-tachi no shakai ni okeru kōsoku denki, Unemi Tatsuo, Daniel Bisig - Suijungenten, Ryo Orikasa - Language Producing Factory, Furen Dai                                                    | - I'm In The Computer Memory!, Torajiro Aida - Panderer (Seventeen Seconds), Gary Setzer - The Dither is Naked, Yano                                               | n/a                              |
| 2019 | Pulses/Grains/Phase/Moiré, Ken Furudate         | - Culturing <Paper> cut, Hideo Iwasaki - datum, Norimichi Hirakawa - discrete figures, Daito Manabe, Motoi Ishibashi, Mikiko, Elevenplay - Lasermice, So Kanno                                                                             | - SPARE (not mine), Jonathan Fletcher Moore - Total Tolstoy, Andrey Chugunov - watage, (euglena)                                                                   | n/a                              |
| 2020 | [ir]reverent: Miracles on Demand, Adam W. Brown | - between #4 Black Aura, Tomoya Ishibashi - Ferriscope, Bull.Miletic - Soundform No.1, Natura Machina - Two Hundred and Seventy, Nils Völker                                                                                               | - drawhearts, Sebastian Wolf - Latent Space, Marian Essl - Lenna, Miyu Hosoi                                                                                       | Someone, Lauren Lee McCarthy     |
| 2021 | Shibara reta Prometheus, Meiro Koizumi          | - TH-42PH10EK x 5, Stefan Tiefengraber - See by Your Ears, evala - Bricolage, Nathan Thompson, Guy Ben-Ary, Sebastian Diecke - Acqua Alta – Crossing the mirror, Adrien M & Claire B                                                       | - VOX-AUTOPOIESIS V -Mutual-, Chiku Komiya - Ether – liquid mirror, Kaito Sakuma - Tomosu tame no sōchi, Hayate Kobayashi                                          | Google Maps Hacks, Simon Weckert |

## Entertainment awards
| Anno | Grand Prize | Excellence Prize | Encouragement Prize/New Face Award | Social Impact Award                             |
| ---- | --- | --- | --- | ----------------------------------------------- |
| 2003 | Final Fantasy Crystal Chronicles | - EyeToy: Play - Ski Jumping Pair Official DVD - THEgarden - Pokemotion | atMOS: Self-Packaging Movie | n/a                                             |
| 2004 | WarioWare: Twisted! | - Alice in Vivaldi's Four Seasons - Onimusha 3 Opening Cinematics - PictoChat - YKK AP Evolution | Akane kumo | n/a                                             |
| 2005 | Flipbook! | - Nintendogs - Mitsui Fudosan Shibaura Island 3LDK Image eizō - Wamono (videoclip) - Vodafone Design File | Incompatible BLOCK | n/a                                             |
| 2006 | Ōkami | - Fit Song - Rhythm tengoku - Shaberu! DS Oryōri Navi - Nippon saihakken map | Amagatana | n/a                                             |
| 2007 | Wii Sports | - Monster Hunter Freedom 2 - Daydream - Kizuite imasu ka. - Metal Gear Solid 4: Guns of the Patriots | Nioi o kaga reru Kaguya-hime: Nippon mukashibanashi remix | n/a                                             |
| 2008 | Tenori-on | - Wii Fit - Carbon Footprint - Kimi no karada o henkan shite miyo-ten - FONTPARK 2.0 | Gyorol | n/a                                             |
| 2009 | Hibi no neiro | - Naruto: Ultimate Ninja Storm - Love Distance - Fake It! - ScoreLight | Asahi Art Festival | n/a                                             |
| 2010 | IS Parade | - Mugen kairō hikatokage no hako - Natsu wo matte imashita (videoclip) - Aruku Around (videoclip) - Tabio Slide Show | iPad magic | n/a                                             |
| 2011 | Space Balloon Project, Tsubasa Oyagi, Kempei Baba, Takeshi Nozoe, John Powell                                                                         | - Berobero, Hideyuki Tanaka - The Museum of Me, Koichiro Tanaka, Eiji Tanigawa, Seiichi Saito, Masanori Sakamoto, Ken Murayama - Sōten'iteki sōchi, Yuichiro Katsumoto - Anagura no uta: kieta hakase to nokosa reta sōchi, Hiroshi Inukai, Ryosuke Shibasaki, Kazutoshi Iida, Ichiro Ariyama, Kenji Sasajima, Shinya Kamuro | - Digital senshi Sanjigen, Kaito Nakamura - Rhythmushi, Tsubasa Naruse - Hietsuki bushi, Omodaka                                                                                        | n/a                                             |
| 2012 | Perfume "Global Site Project", Daito Manabe, Mikiko, Yasutaka Nakata, Satoshi Horii, Hiroyasu Kimura                                                  | - Asatte no mori, Shunichirō Miki - Kuratas, Kogoro Kurata, Wataru Yoshizaki - Katte ni hairu gomibako, Minoru Kurata - Gravity Rush, Keiichirō Toyama | - Dō demo ī ne!, IDPW - Chikatetsu no dōtai, Keita Onishi - Hajimeyou, Fuyu Arai | n/a                                             |
| 2013 | Sound of Honda / Ayrton Senna 1989, Kaoru Sugano, Sotaro Yasumochi, Yu Orai, Nadya Kirillova, Kyoko Yonezawa, Kosai Sekine, Taeji Sawai, Daito Manabe | - Sports Time Machine, Hiroshi Inukai, Ryoko Ando - Puramoderu ni yoru māburu fantazumu, Hiroto Ikeuchi - Travis "Moving", Tom Wrigglesworth, Matt Robinson - Moeru butsuzō ningen, Ujicha | - Zezehihi, Daisuke Tsuda - TorqueL prototype 2013.03 @ E3, Nanmo (Takayuki Yanagihara) - Yakenohara "RELAXIN'", Saigo no Shudan (Ayumu Arisaka, Mai Oita, Ren Kohata)                  | n/a                                             |
| 2014 | Ingress, Niantic | - Noramoji hakken project, Rintaro Shimohama, Naoki Nishimura, Shinya Wakaoka - handiii, Genta Kondo, Hiroshi Yamaura, Tetsuya Konishi - Kintsugi, APOTROPIA (Antonella Mignone, Cristiano Panepuccia) - 3RD, Hedwig Heinsman, Niki Smit, Simon van der Linden                                                               | - Auto-Complain, Florian Born - Slime Synthesizer, Dorita, Airgarage lab - 5D ARCHIVE DEPT., Kohichi Katsuki                                                                            | n/a                                             |
| 2015 | Tadashī kazu no kazoekata, Yuichi Kishino | - Dark Echo, Jesse Ringrose, Jason Ennis - Drawing Operations Unit: Generation 1, Sougwen Chung - Solar Pink Pong, Assocreation, Daylight Media Lab - Thumper, Marc Flury, Brian Gibson | - Hottamaru biyori, Nao Yoshigai - Black Death, Christian Werner, Isabelle Buckow - Eye, Baku Hashimoto, Katsuki Nogami                                                                 | n/a                                             |
| 2017 | Shin Godzilla, Hideaki Anno, Shinji Higuchi | - Digital Shaman Project, Etsuko Ichihara - No Salt Restaurant, Kohei Kawasaki, Tomohiko Nakano, Hiromi Nakamura, Toshiyuki Hashimoto, Kazuki Utagawa, Wataru Amano - Pokémon Go, Pokémon Go Production Team (Tatsuo Nomura) - Unlimited Corridor, Unlimited Corridor Project Team (Keigo Matsumoto)                         | - Music Video, Taiiku Okazaki, Sushi-kun - ObOrO, Ryo Kishi - RADIX \| ORGANISM/APPARATUS, Marcel Bückner, Tim Heinze, Richard Oeckel, Lorenz Potthast, Moritz Richartz                 | n/a                                             |
| 2018 | The Last Guardian, Fumito Ueda | - Foresta Lumina - Industrial JP - PaintsChainer, Taizan Yonetsuji - Pechat, Naoki Ono | - Mōmoku no sakana: The Blind Fish, Yasuaki Ishikawa, Hutatsu Mikaduki, Keishi Kondō - Dust, Mária Júdová, Andrej Boleslavský - MetaLimbs, Tomoya Sasaki, Mhd Yamen Saraiji             | n/a                                             |
| 2019 | Chiko-chan ni shikarareru! | - Kabukichō tantei Seven, Takao Kato, Takumi Nishizawa, Masataka Hirai, Nobu Horita, Tatsuro Iwamoto - LINNÉ LENS, Kenichi Sugimoto - Perfume × Technology presents "Reframe", Mikiko, Daito Manabe, Ishibashi Motoi - TikTok                                                                                                | - Kaguyahime, Kento Yamada - Haru, Ayumi Omori - Pixel Ripped 1989, Ana Ribeiro, Carlo Caputo, Julia Lemos, Leonardo Batelli, William Rodriguez                                         | n/a                                             |
| 2020 | Shadows as Athletes, Masahiko Sato, Masashi Sato, Masaya Ishikawa, Tomoko Kaizuka                                                                     | - Ōgiri AI and Chihara Engineer, Daisuke Takenouchi - Rōdoku ensō jikken kūkan "Shin gengo chitsujo", Hiromu Akita, amazarashi - CellMate, Solmaz Etemad - Sekiro: Shadows Die Twice, Hidetaka Miyazaki | - Ton Ton Voice Sumo , Atsushi Otaki - Buddience butsuzō no ganbō o kagakusuru, Takuta Akamatsu, Takuya Tsuyuki, Kengo Tatsuzawa, Fuya Ozaki - PickHits, Azumi Maekawa, Seito Matsubara | Idō o muryō ni nommoc, Takumi Yoshida           |
| 2021 | On-gaku: Our Sound, Kenji Iwaisawa | - 0107 - b moll, Hiroshi Kondo - Rakugaki AR, Yoshihiro So - Replacements, Jonathan Hagard, Nova Dewi Setiabudi, Andreas Hartmann, Dewi Hagard, Kaori Koda, Paul Bouchard - Gekidan No Meets, Yuki Hiroya | - Canaria, Kazuki Yuhara - Umurangi Generation, Naphtali Faulkner - Unreal Life, Naoto Haga                                                                                             | Avatar Robot Cafe DAWN ver.β, Kentaro Yoshifuji |

## Animation awards
| Anno | Grand Prize                                                                                              | Excellence Prize | Encouragement Prize/New Face Award | Social Impact Award                 |
| ---- | --- | --- | --- | ----------------------------------- |
| 1997 | Princess Mononoke                                                                                        | - Puchi puchi anime: nyakki - Donguri noie - The Bugs - Neon Genesis Evangelion | n/a | n/a                                 |
| 1998 | Kujira no chōyaku - Glassy Ocean                                                                         | - Doraemon: Nobita no nankai daibōken - Kai dōryoku Real - Serial Experiments Lain - Believe in It                                                                                      | n/a | n/a                                 |
| 1999 | Il vecchio e il mare                                                                                     | - I miei vicini Yamada - Jōkyō monogatari - Mack, ma che principe sei? (seconda stagione) - Tsukinoyo no hanashi                                                                        | n/a | n/a                                 |
| 2000 | Blood: The Last Vampire                                                                                  | - Il bisturi e la spada - S.O.S - Tarepanda Original Video Animation - Luz | n/a | n/a                                 |
| 2001 | La città incantata e Millennium Actress (a pari merito)                                                  | - Nekojiru-sō - Suiren no hito | n/a | n/a                                 |
| 2002 | Crayon Shin-chan - Arashi o yobu - Appare! Sengoku dai kassen                                            | - Abenobashi - Il quartiere commerciale di magia - La ricompensa del gatto - Ghost in the Shell: Stand Alone Complex - Atamayama                                                        | Densha kamo shirenai | n/a                                 |
| 2003 | Fuyu no hi                                                                                               | - Tokyo Godfathers - Komaneko: hajime no ippo - Garakuta dōri no Stain - Frank | Hoshi no ko | n/a                                 |
| 2004 | Mind Game                                                                                                | - Il castello errante di Howl - Acidman short film "Aya-Sai (zenpen)/mawaru, meguru, sono kaku e" - Makasete iruka! - Birthday Boy                                                      | Yume | n/a                                 |
| 2005 | Flow | - Shisha no sho - Flowery - Kamichu! - Toshi wo totta wani | Seasons | n/a                                 |
| 2006 | La ragazza che saltava nel tempo                                                                         | - O hanashi no hana - Moya lyubov - Suki ma no kuni no Porta - Pika pika | La grúa y la jirafa | n/a                                 |
| 2007 | Un'estate con Coo                                                                                        | - Ukkari Penelope - Dennō Coil - Sfondamento dei cieli Gurren Lagann - Kafka: inaka isha                                                                                                | Ushi-nichi | n/a                                 |
| 2008 | Tsumiki no ie                                                                                            | - Kaiba - Kudan - Dreams - Kodomo no keijijōgaku' | Algol | n/a                                 |
| 2009 | Summer Wars                                                                                              | - Na půdě aneb Kdo má dneska narozeniny? - The Cable Car - Tokyo Magnitude 8.0 - Denshinbashira eremi no koi                                                                            | Animal Dance | n/a                                 |
| 2010 | The Tatami Galaxy                                                                                        | - Colorful - Fumiko no kokuhaku - Shinko e la magia millenaria - Wakaranai buta | The Wonder Hospital | n/a                                 |
| 2011 | Puella Magi Madoka Magica                                                                                | - Onigamiden - Legend of the Millennium Dragon - My bridge no ito - Una lettera per Momo - Folksongs & Ballads                                                                          | - Yasashī māchi - Rain Town - Rabenjunge | n/a                                 |
| 2012 | Combustible                                                                                              | - Asura - Gusukō Budori no denki - Wolf Children - Ame e Yuki i bambini lupo - Great Rabbit                                                                                             | - Futon - Oh Willy... - Lupin the Third - La donna chiamata Fujiko Mine                                                                                        | n/a                                 |
| 2013 | Couleur de peau: miel                                                                                    | - Uchōten kazoku - Patema Inverted - Golden Time - Evangelion: 3.0 You Can (Not) Redo                                                                                                   | - Yōkoso boku desu sen - While the Crow Weeps - Airy Me | n/a                                 |
| 2014 | The Wound                                                                                                | - Crayon Shin-chan - Gachinko! Gyakushu no robo to-chan - L'isola di Giovanni - Padre - Le sens du toucher                                                                              | - Koppu no naka no koushi - Tamako Market - Man on the Chair                                                                                                   | n/a                                 |
| 2015 | Rhizome                                                                                                  | - Hana to Alice satsujin jiken - Isand (The Master) - My Home - Yùl and the Snake | - Taifū no Noruda - Chulyen, a Crow's Tale - Deux Amis (Two Friends)                                                                                           | n/a                                 |
| 2017 | Your Name.                                                                                               | - La forma della voce - A Silent Voice - Il bambino che scoprì il mondo - A Love Story, Anushka Kishani Nanayakkara - Among the Black Waves, Anna Budanova                              | - Moom, Daisuke Tsutsumi, Robert Kondo - Have Dreamed Of You So Much, Emma Vakarelova - Rebellious, Arturo Ambriz, Roy Ambriz                                  | n/a                                 |
| 2018 | - In questo angolo di mondo, Sunao Katabuchi - Lu e la città delle sirene, Masaaki Yuasa (a pari merito) | - Harmonia feat. Makoto, Tarafu Otani - Cocolors, Toshihisa Yokoshima - Negative Space, Ru Kuwahata, Max Porter                                                                         | - The Great Passage, Toshimasa Kuroyanagi - The First Thunder, Anastasia Melikhova - Yin, Nicolas Fong                                                         | n/a                                 |
| 2019 | La Chute, Boris Labbé                                                                                    | - La Jeune Fille sans mains, Sébastien Laudenbach - Dragon Pilot, Shinji Higuchi - Penguin Highway, Hiroyasu Ishida - Waka okami wa shōgakusei!, Kitaro Kosaka                          | - Invisible, Akihiko Yamashita - Am I a Wolf?, Amir Houshang Moein - The Little Ship, Anastasia Makhlina                                                       | n/a                                 |
| 2020 | I figli del mare, Ayumu Watanabe                                                                         | - Aru Nihon no ekaki shōnen, Masanao Kawajiri - Gon, Takeshi Yashiro - Sasha e il Polo Nord, Remi Chayé - Nettle Head, Paul E. Cabon                                                    | - Mukau nezumi, Nohara Tsukiji - Yokujō no zō, Cheng Jialin - Daughter, Daria Kascheeva                                                                        | Weathering with You, Makoto Shinkai |
| 2021 | Keep Your Hands Off Eizouken!, Masaaki Yuasa                                                             | - Grey to Green, Marcos Sánchez - La mia fantastica vita da cane, Anca Damian - Miyo - Un amore felino, Jun'ichi Satō, Tomotaka Shibayama - Violet Evergarden: Il film, Taichi Ishidate | - À la mer poussèire, Héloïse Ferlay - Kata no ato, Momoka Furukawahara - Umibe no otoko, Hikaru Morishige, Daisuke Osaza - À la mer poussèire, Héloïse Ferlay | Haze haseru haterumade, Waboku      |

## Manga awards
| Anno | Grand Prize                                                               | Excellence Prize | Encouragement Prize/New Face Award | Social Impact Award                     |
| ---- | ------------------------------------------------------------------------- | --- | --- | --------------------------------------- |
| 1997 | Manga Nihon no koten                                                      | - Elementalors, Takeshi Okazaki - L'Immortale, Hiroaki Samura - Azumi, Yū Koyama - Monster, Naoki Urasawa | n/a | n/a                                     |
| 1998 | Sakamoto Ryōma, Hiroshi Kurogane                                          | - Gon, Masashi Tanaka - Ron, Motoka Murakami - Shindō, Akira Sasō - Megumi no daigo, Masahito Soda | n/a | n/a                                     |
| 1999 | I'm Home, Kei Ishizaka                                                    | - All Nude, Shinichi Sugimura - Kokuritsu hakubutsukan monogatari, Jirō Okazaki - Onaji tsuki wo miteiru, Seiki Tsuchida - Quartieri lontani, Jirō Taniguchi                                                          | n/a | n/a                                     |
| 2000 | Vagabond, Takehiko Inoue (disegni) e Eiji Yoshikawa (storia originale)    | - Ōdō no inu, Yoshikazu Yasuhiko - Massugu ni ikou., Kira - Paji, Takashi Murakami - Tasogare ryūseigun, Kenshi Hirokane                                                                                              | n/a | n/a                                     |
| 2001 | F shi teki nichijō, Yōji Fukuyama                                         | - Real, Takehiko Inoue - La vetta degli dei, Baku Yumemakura e Jirō Taniguchi - Viva, Chef!, Japunch - Kurosawa/Honō no eiga kantoku Kurosawa Akira den, Masahiro Sonomura                                            | n/a | n/a                                     |
| 2002 | Sexy Voice and Robo, Iō Kuroda                                            | - Black Jack ni yoroshiku, Shūhō Satō - Taishi kakka no ryōrinin, Mitsuru Nishimura (storia) e Hiroshi Kawasumi (disegni) - 20th Century Boys, Naoki Urasawa - Ōzukami Genji monogatari - Maro, n?, Yoshihiro Koizumi | Naze hakase wa okotte iru no ka, Isao Ikegaya                                                                                          | n/a                                     |
| 2003 | Kajimunugatai, Susumu Higa                                                | - Helter Skelter, Kyōko Okazaki - Mushishi, Yuki Urushibara - Tenjin-san, Naomi Kimura - Baka kyōdai, Tetsu Adachi | Jun kissa nokoribi, Tai Itō | n/a                                     |
| 2004 | Hiroshima - Nel paese dei fiori di ciliegio, Fumiyo Kōno                  | - Hikari to tomo ni...: jiheishōji o kakaete, Keiko Tobe - Witches, Daisuke Igarashi - Mainichi kāsan, Rieko Saibara - Bande Sculptée: Planet Samurai, Shin'ichirō Natsusaka                                          | Shōwa nijūnen no edekami watashi no hachigatsu jūgojitsu                                                                               | n/a                                     |
| 2005 | Il diario della mia scomparsa, Hideo Azuma                                | - Pluto, Naoki Urasawa - Dragon Zakura, Norifusa Mita - Emma - Una storia romantica, Kaoru Mori - Banka, Yuki Sekine                                                                                                  | Web 4-koma manga, Yoshio Nakae | n/a                                     |
| 2006 | Taiyō no mokushiroku, Kaiji Kawaguchi                                     | - Ooku - Le stanze proibite, Fumi Yoshinaga - La corte dei cento demoni, Ichiko Ima - Osaka Hamlet, Hiromi Morishita - Yotsuba &!, Kiyohiko Azuma                                                                     | Shiritori, Kazuko Chikuhama (storia) e Kenichi Chikuhama (disegni)                                                                     | n/a                                     |
| 2007 | Mori no asagao, Mamora Gōda                                               | - Our Little Sister - Diario di Kamakura, Akimi Yoshida - Takemitsu zamurai, Issei Eifuku (storia) e Taiyō Matsumoto (disegni) - Suzuki sensei, Kenzi Taketomi - Pride, Yukari Ichijō                                 | Tenken-sai, Yumiko Shirai | n/a                                     |
| 2008 | Il piano nella foresta, Makoto Isshiki                                    | - Real Clothes, Satoru Makimura - Maestro, Akira Sasō - Shiori to Shimiko, Daijiro Morohoshi - Munakata kyōju ikōroku, Yukinobu Hoshino                                                                               | Cartoon 2008, Masafumi Kikuchi | n/a                                     |
| 2009 | Vinland Saga, Makoto Yukimura                                             | - Imuri, Ranjyo Miyake - In questo angolo di mondo, Fumiyo Kōno - Children of the Sea, Daisuke Igarashi - Hyouge-mono, Yoshihiro Yamada                                                                               | Hesheit Aqua, Wisut Ponnimit | n/a                                     |
| 2010 | Historie, Hitoshi Iwaaki                                                  | - The Climber, Shin'ichi Sakamoto - Il nostro gioco, Mohiro Kitō - Fūunji-tachi bakumatsu-hen, Tarō Minamoto - Red, Naoki Yamamoto                                                                                    | Uchi no tsuma tte dō deshō?, Shigeyuki Fukumitsu                                                                                       | n/a                                     |
| 2011 | Dosei Mansion, Hisae Iwaoka                                               | - Ano hi kara no manga, Kotobuki Shiriagari - Himitsu - The Top Secret, Reiko Shimizu - Rughe, Paco Roca - Fun Home. Una tragicommedia familiare, Alison Bechdel                                                      | - Nakayoshi-dan no bōken, Tsuchika Nishimura - Mustard chocolate, Tomoko Fuyukawa - Oatsura ninjō makunouchi Magemon., Kōichi Masahara | n/a                                     |
| 2012 | Le città oscure, Benoît Peeters e François Schuiten                       | - Gaku, Shin'ichi Ishizuka - Muchacho, Emmanuel Lepage - Mashiro no oto, Marimo Ragawa - Gunslinger Girl, Yu Aida | - Kōri no tenohira: Siberia yokuryū-ki, Yuki Ozawa - Bokura no funka matsuri, Keigo Shinzō - Sennen mannen ringo no ko, Ai Tanaka      | n/a                                     |
| 2013 | JoJolion, Hirohiko Araki                                                  | - Shōwa Genroku rakugo shinjū, Haruko Kumota - Chiisakobe, Minetarō Mochizuki - Eppur... la città si muove!, Masakazu Ishiguro - Hikidashi ni terrarium, Ryoko Kui                                                    | - Alice & Zoroku, Tetsuya Imai - Natsuyasumi no machi, Matida You - Il gusto del cloro, Bastien Vivès                                  | n/a                                     |
| 2014 | Goshiki no fune, Yōko Kondō (disegni) e Yasumi Tsuhara (storia originale) | - Aoi honō, Kazuhiko Shimamoto - Una vita cinese, Li Kunwu e Philippe Ôtié - La ragazza d'inverno, Hiroaki Samura - Hitsuji no ki, Mikio Igarashi (disegni) e Tatsuhiko Yamagami (storia)                             | - Ai o kurae!!, Renaissance Yoshida - Chī-chan wa chotto tarinai, Tomomi Abe - Dobugawa, Aoi Ikebe                                     | n/a                                     |
| 2015 | Disegnaǃ - Kakukaku shikajika, Akiko Higashimura                          | - Awajima hyakkei, Takako Shimura - Il marito di mio fratello, Gengoroh Tagame - Kikaijikake no ai, Yoshiie Gōda - Non-working City, Ting Fung Ho                                                                     | - Esoragoto, nerunodaisuki - Tamashī ippai, Yuka Okuyama - Machida-kun no sekai, Yuki Andō                                             | n/a                                     |
| 2017 | Blue Giant, Shin'ichi Ishizuka                                            | - Sōmubu sōmuka yamaguchi roppeita, Kenichirō Takai, Norio Hayashi - Misaeng, Yoon Tae-ho - Yūgai toshi, Tetsuya Tsutsui - Sunny, Taiyō Matsumoto                                                                     | - Ōten no mon, Yak Haibara - Tsuki ni hoeran nē, Yukiko Seike - Jasmin, Yui Hata                                                       | n/a                                     |
| 2018 | Mamma, Aoi Ikebe                                                          | - Jūza no Uruna, Tōru Izu - La lanterna di Nyx, Kan Takahama - Yorunome wa sendegozaimasu, Kentarō Ueno - AI no idenshi, Kyūri Yamada                                                                                 | - Amagi Yuiko no tsuno to ai, Yoko Kuno - Baku-chan, Jushichi Masumura - Beastars, Paru Itagaki                                        | n/a                                     |
| 2019 | Origin, Boichi                                                            | - Uchū senkan Tiramisu, Satoshi Miyakawa, Kei Itō - Nagi no oitoma, Misato Konari - Hyaku to Manji, Sawa Sakura - Yūgure e, Nazuna Saito                                                                              | - Kiiroi enban, Tenshin Kijima - La Différence invisible, Mademoiselle Caroline, Julie Dachez - Metamorfosi, Kaori Tsurutani           | n/a                                     |
| 2020 | Robo sapiens zenshi, Toranosuke Shimada                                   | - Ashita shinu ni wa,, Sumako Kari - Double, Ayako Noda - Memorie di un gentiluomo, Moyoco Anno - L'arabo del futuro, Riad Sattouf                                                                                    | - Otonaninareba, Atsushi Ito - Hana to hoho, Kei Itoi - Muchū-sa, kimi ni., Yama Wayama                                                | Yamikin Ushijima-kun, Shohei Manabe     |
| 2021 | Un marzo da leoni, Chika Umino                                            | - Deep Sky - La gabbia delle nuvole, Marco Kohinata - Hitori de shinitai, Kaoru Curryzawa - Un figlio eccezionale, Miki Yamamoto - Innocent Rouge, Shin'ichi Sakamoto                                                 | - My Broken Mariko, Waka Hirako - Soratobu kujira, Suzuhiro Suzuki - Swingin' Dragon & Tiger Boogie, Koukou Haida                      | Golden Kamui, Satoru Noda               |
| 2022 | Golden Raspberry, Aki Mochida                                             | - Darwin's Incident, Shun Umezawa - Dead Dead Demon's Dededededestruction, Inio Asano - The Concierge at Hokkyoku Department Store, Tsuchika Nishimura - Il nostro meglio - Un graphic memoir, Thi Bui                | - Kitsune to tanuki to iinazuke, Seiichi Tokiwa - Korogaru kyōdai, Tsubumi Mori - Lost Lad London, Shinya Shima                        | Hoshi in the Girls' Garden, Yama Wayama |